# Наклонный ствол
Накло́нный ствол — наклонная подземная горная выработка, имеющая непосредственный выход на земную поверхность и служащая для тех же целей, что и вертикальный ствол. Наклонный ствол в большинстве случаев проводят по пласту, реже — по породам.
Ствол оборудуется канатным подъёмом для выдачи полезного ископаемого в вагонетках или скипах либо конвейерами. Применение рельсового транспорта практикуется при углах наклона до 35°. При больших углах наклона применяют скиповой подъём. На крупных шахтах стволы с углом наклона до 18° оборудуют конвейерами.
Достоинства наклонных стволов для вскрытия шахтного поля:
- возможность полной конвейеризации для выдачи полезного ископаемого от очистного забоя до поверхности,
- большая производительность ствола,
- сокращение сроков строительства шахты и меньшие по сравнению с вертикальными стволами капитальные затраты.

Недостатки:
- бо́льшая длина ствола по сравнению с вертикальными при вскрытии одного и того же пласта,
- бо́льшая стоимость поддержания и обслуживания.